# Igor Czżan
Igor Siergiejewicz Czżan (ros. Игорь Сергеевич Чжан, ur. 2 października 1999 w Tałdykorganie) – kazachski kolarz szosowy.

## Osiągnięcia
Opracowano na podstawie:

2016
- 3. miejsce w mistrzostwach Kazachstanu juniorów (start wspólny)

2017
- 1. miejsce w mistrzostwach Azji juniorów (jazda indywidualna na czas)
- 2. miejsce w mistrzostwach Azji juniorów (start wspólny)
- 2. miejsce w mistrzostwach Kazachstanu juniorów (jazda indywidualna na czas)
- 1. miejsce w Tour de DMZ
  - 1. miejsce na 3. etapie

2018
- 2. miejsce w mistrzostwach Kazachstanu (jazda indywidualna na czas)

2019
- 1. miejsce na 4. etapie Tour of Iran (Azarbaijan)
- 2. miejsce w Tour of Peninsular

2021
- 1. miejsce w mistrzostwach Kazachstanu U23 (jazda indywidualna na czas)

2022
- 1. miejsce w Grand Prix Velo Alanya
- 1. miejsce w mistrzostwach Azji (jazda drużynowa na czas)
- 1. miejsce w mistrzostwach Azji (start wspólny)
- 2. miejsce w mistrzostwach Kazachstanu (jazda indywidualna na czas)
- 3. miejsce w Tour of Sakarya

## Rankingi
| Rok           | 2018  | 2019 | 2020  | 2021  | 2022 | 2023 | 2024 |
| ------------- | ----- | ---- | ----- | ----- | ---- | ---- | ---- |
| World Ranking | 1578. | 690. | 1484. | 1319. | 194. | 851. | 694. |
| UCI Asia Tour | 272.  | 31.  | 105.  | 57.   | 3.   | 55.  | 30.  |
|               |       |      |       |       |      |      |      |
| Źródło: UCI   |       |      |       |       |      |      |      |